# Sabáudia
Sabáudia é um município brasileiro do estado do Paraná. Localizado na Mesorregião do Norte Central Paranaense e na Microrregião de Apucarana, possui uma área territorial de 190,329 km² e sua população, conforme estimativas do IBGE de 2020, era de 6 891 habitantes.

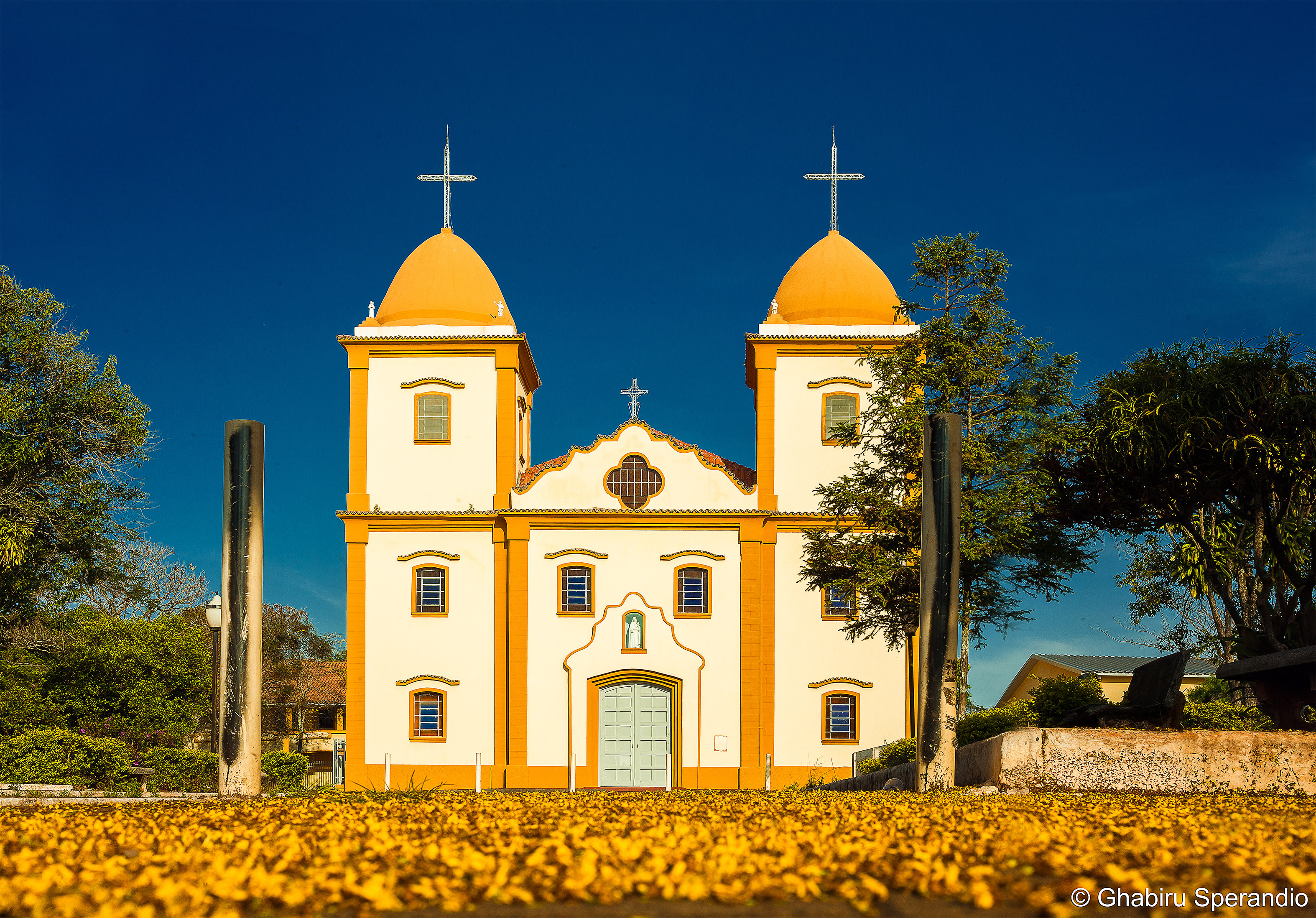
Praça Igreja Santa Terezinha de Sabáudia em 2014

Sabaudia fundada em 1945 no norte do Paraná principalmente por imigrantes italianos, por isso o nome Sabaudia, antigamente o município tinha o nome de Nova Itália.
Sabáudia era distrito de Arapongas ganhando sua emancipação política no dia 26 de novembro de 1955 (67 anos) é importante não confundir Sabáudia (BR) com Sabaudia (comuna italiana). 